# 卷边拉拉藤
卷边拉拉藤（学名：Galium majmechense）为茜草科拉拉藤属下的一个种。

## 扩展阅读
- 維基物種上的相關：卷边拉拉藤